# Da B.O.M.B.
Da B.O.M.B. (аббревиатура от Da Bands Of Moscow Blocks) — российская рэп-группа из Москвы, образованная в 1996 году участниками групп Da Lost Boyz и Max Mix Production.
Состав участников группы с годами менялся. Изначально в группу входило 7 человек: MC Mix, Mad Max, DJ Escape, Dime, Dr. N-Drey, Mr. Shotgun и Tape-D, который перестал заниматься хип-хопом после записи песни «Закон улиц». В 2000 году MC Mix на пять лет попал в тюрьму, вместе с ним временно отошёл от музыки и DJ Escape, но позже оба вернулись в группу. Dime и Dr. N-Drey покинули группу в 2002 году.
Было выпущено три альбома. В 1997 году был выпущен дебютный одноимённый альбом, который позже был назван порталом Rap.ru одним из главных альбомов русского рэпа. Характерной чертой группы на первом альбоме было присутствие ненормативной лексики, тексты в стиле гангста-рэп и мрачная музыка в стиле хардкор-рэп. В 2001 году вышел второй альбом «Том 2. Возрождение», а в 2004 году — третий альбом «То, что было…».
В 2003 году журнал «Афиша» упомянул группу Da B.O.M.B. как одного из представителей хип-хоп-культуры Москвы. В 2004 году портал Rap.ru назвал группу «легендарной». В 2007 году российское издание журнала Billboard назвало группу Da B.O.M.B. одним из «королей андеграунда Москвы».
В 2012 году был выпущен макси-сингл «10 лет/Настоящий хип-хоп», а в 2013 году вышло переиздание первого альбома группы на компакт-дисках. Это оказались последние релизы группы, поскольку 27 июня 2013 года Алексей «MC Mix» Воротягин скончался от остановки сердца, а 16 августа 2016 года скончался Антон «Mr. Shotgun» Иванов.

## История формирования Da B.O.M.B

### A.D.A. (1993)
В 1993 году у трёх друзей — Алексей Воротягин (MC Mix), Дмитрий (Tape-D) и Александр (DJ Scratch он же DJ Escape) — появляется идея о проекте A.D.A. В феврале 1993 года группа A.D.A. записывает свой первый трек с помощью драм-машины, голосового ревербератора, синтезатора и старого советского микрофона. Летом 1993 года у Александра (DJ Escape) появился компьютер, с помощью которого в домашних условиях записывается альбом «G-Style». Аудиокассету можно было приобрести на «Горбушке» в декабре 1993 года. Альбом был записан под влиянием творчества групп Public Enemy, Beastie Boys и N.W.A., и поэтому выдержан в стиле гангста-рэп, и является попыткой подражания американскому «гангстерскому» стилю с упоминанием уличных потасовок, криминальных разборок и бандитских историй. Осенью 1993 года Tape-D и DJ Scratch ушли в армию, после чего группа распалась.

### Max Mix Production (1994—1996)
В 1991 году Алексей Воротягин (MC Mix) познакомился с Максимом Ковалёвым (Mad Max), с которым он ходил на курсы для поступления в институт МГАПИ (Московской государственной академии приборостроения и информатики). В итоге оба поступают в институт, но учатся на разных факультетах. В дальнейшем друзья нашли общий язык, стали меняться аудиокассетами с рэпом и разной информацией. После распада группы A.D.A. в 1993 году Алексей объединяется со своим другом Максимом в дуэт Max Mix Production. С января по июль 1994 года в домашних условиях они записывают альбом «Чужая территория». В качестве музыки для своих новых композиций они использовали инструменталы DJ Scratch’а (он же DJ Escape), которые он сделал до ухода в армию. Самый первый их трек, «Max Mix (Original Mix)», высмеивает творчество популярного на тот момент певца Богдана Титомира. Среди песен наиболее известным был трек под названием «Чужая территория», текст которого просто изобиловал матом. По словам самих Микса и Макса, это не был дословный перевод американских рэперов, а всего лишь подражание самому стилю, попытка «адаптировать» эту культуру в России. Альбом Max Mix Production рэперы сами раздавали на «Горбушке» в июле 1994 года.
Летом 1994 года Mix MС записывает в домашних условиях свой первый сольный альбом «Жестокость или нет».
Летом группа подаёт заявку на участие в фестивале «Rap Music 1994», но поскольку на тот момент у них не было трёх треков, записанных на профессиональной студии, то в участии им было отказано.
Весной 1994 года MC Mix и Mad Max знакомятся с Антоном Ивановым (Mr. Shotgun), который сообщает им о том, что открывается новая студия звукозаписи при музыкальной школе, на которой работает его знакомый друг. В результате чего в октябре 1994 года MC Mix и Mad Max начинают записывать на профессиональной студии «Смысл Жизни» альбом «Чужая территория», ранее записанный в домашних условиях. Одноимённая песня «Чужая территория» была записана на студии в мае 1995 года.
В марте 1995 года Влад Валов приглашает группу Max Mix Production выступить в московском клубе «Эрмитаж», где они исполняют песню «Max Mix». Посмотрев данное выступление, спустя некоторое время рэпер Sir-J (проект «Bust A.S.!») записывает дисс-трек «Те-Рэп-Ия», высмеивающий подражание американскому стилю «гангста-рэп». В 1996 году группа выступает с песнями «Max Mix» и «Чужая территория» на День города в Москве по приглашению Влада Валова.
В конце 1996 года группа Max Mix Production, имея возможность записываться на студии «Смысл Жизни», начинает работу над двумя новыми песнями: «Я не верю» и «Твой дом — это гроб». Сведены эти треки были летом 1997 года.

### Da Lost Boyz (1995—1997)
В 1994 году московский рэпер Антон Иванов (Mr. Shotgun) основал проект «V.M.G.z.», в который помимо него входил Морфий и Шел (Gangsta Shel). Проект просуществовал шесть месяцев. В 1995 году к ним присоединился Андрей Беспалов (Dr. N-Drey) и группа сменила название на Da Lost Boyz. В таком составе группа записывает первый домашний альбом «Это не насилие». В 1995 году Морфий ушёл в армию и следующие альбомы группы, «Правда не для всех» и «Ребята по-соседству» (он же «Дневник улицы»), выходят как сольные релизы Шотгана при участии остальных участников группы.
Осенью 1995 года Mr. Shotgun и Dr. N-Drey с помощью вернувшегося из армии Дмитрия (Tape-D из распавшейся группы A.D.A.) записывают на профессиональной студии «Смысл Жизни» дебютную композицию «Закон улицы». Музыку к песне сделали MC Mix (бит), Dr. N-Drey (клавишные), Александр Костарев (гитара) и Валерий Усков (клавишные). Tape-D отошёл от музыки после записи песни «Закон улиц». В 1996 году Mr. Shotgun записывает в домашних условиях свой сольный альбом «Незаконченное дело». В конце 1996 года на студии «Смысл Жизни» начата работа над сольной композицией Mr. Shotgun’а «Шакалы». Первая версия трека вышла на домашнем альбоме «Ребята по-соседству» и к написанию текста приложил свою руку находящийся в тот момент в армии Морфий.
В начале 1997 года в коллектив Da Lost Boyz приходит третий участник Дмитрий Нечаев (Dime), с которым Dr. N-Drey учился в одной школе. На студии «Смысл Жизни» начинается работа над новым синглом «Ещё один день», премьера которого состоялась на радио АртFM в передаче «Хип-хоп мастер». Летом 1997 года была записана новая песня «Криминальное чтиво», а также была сведена композиция «Шакалы» Mr. Shotgun’а.
В 1998 году группа Da Lost Boyz распалась, поскольку Dime имел разногласия с Mr. Shotgun’ом.

## Da B.O.M.B

### Дебютный альбом (1997)
Идея создания совместного проекта Da B.O.M.B. (Da Bands Of Moscow Blocks), в который входили бы обе группы Da Lost Boyz (Dime, Mr. Shotgun, N-Drey) и Max Mix Production (MC Mix, Mad Max) родилась во время празднования Нового Года в январе 1996 года.
В 1997 году Мастер Спенсор предложил участникам групп объединить их песни и выпустить в виде альбома под одним общим названием. Летом была сделана фотосессия на альбом, хотя сам материал ещё не был готов. Осенью 1997 года при помощи Мастера Спенсора рэперы заключают контракт на выпуск альбома с «Элиас Records» и приступают к работе на студии «2С» со звукоинженером Виктором «Мутантом» Шевцовым, известным по работе с Дельфином и группой «Дубовый Гаайъ». В дополнение к уже записанным песням записывается сольная вещь Доктора Андрея «Смерть дышит тебе в спину»; композиция Da Lost Boyz «Их не нашли», спродюсированная Мастером Спенсором; ремикс на дебютную песню Max Mix Production «Max Mix», а также общая композиция «У меня в кармане бомба», ставшая заглавной песней проекта.
Музыку для альбома создали MC Mix и Dr. N-Drey при участии DJ Escape, Mad Max, Mr. Shotgun, Dime, Master Spensor, а также рок-музыканты Василий Таратутин (гитара), Александр Костарев (гитара) и Валерий Усков (клавишные).
В декабре 1997 года аудиокассета была отдана в тираж, но на прилавках магазинов, в том числе и на «Горбушке», она появилась только в январе 1998 года.

### MC Mix, Nonamerz и переиздание (1998—2000)
После выхода альбома Da B.O.M.B. получил некоторую известность и положительную реакцию слушателей. Воодушевлённые удачными продажами проекта, рэперы не останавливаются на достигнутом. Dime совместно с Андреем (Dr. N-Drey) создаёт новый проект «Nonamerz», цель которого записать композиции с большим количеством профессиональных русских рэперов и найти более широкий круг слушателей русского рэпа. В рамках проекта на студии «2С» записаны: «Та самая песня» при участии Мастера Спенсора и новой группы «Посторонним В.», «Hip Hop Killer» совместно со Спенсором, «Деревья» вместе с Mr. Shotgun’ом, «Поколение Lost» при участии BTLT, «Говорите нам „Да!!!“» feat. Master Spensor, а также заглавная композиция «Это наш год». В октябре 1999 года Dr. N-Drey официально покинул группу Da Lost Boyz, а в интервью для журнала «RAPпресс» он назвал группу Nonamerz остатками группы Da Lost Boyz.
В 1997 году MC Mix на студии «Смысл Жизни» начал работу над сольным проектом. В 1997 году было записано три трека: «Она была не для тебя (Ты должен это знать)» (дуэт с Mr Shotgun), «Страшно (От того, что не боишься больше смерти)» и «Ты и я». В 1998 году было записано пять треков: «Будет всё как хочешь ты…» (с участием DJ Escape), «Где-то там, далеко…» (дуэт с Dr. N-Drey), «Гангстер, киллер и драгдилер» (с участием DJ Escape), «На игле» (дуэт с Mr Shotgun), «Начало конца» (с участием DJ Escape). Песня «Она была не для тебя» вышла на сборнике «Hip-Hop Master: Супер Вечеринка 4» (1998). 17 мая 1999 года MC Mix принял участие в записи песни «Это наш год» для дебютного альбома группы Nonamerz. Это была последняя студийная запись для Алексея. C 2000 по 2005 год MC Mix проводит в тюрьме, куда он попал за хранение наркотиков.
Альбом Da B.O.M.B. был переиздан на аудиокассетах 10 апреля 2000 года на лейбле RAP Recordz. К названию альбома добавилась приставка «Версия 1.2000». Альбом был переиздан с некоторыми изменениями: «Я не верю» был заменён на трек «Гангстер, киллер и драгдилер» (1998), а «Смерть дышит тебе в спину» был заменён на «Поколение Lost» (1998). Также был добавлен новый трек «Криминальное чтиво» (1997). К названию альбома добавилась приставка «Версия 1.2000». Альбом получил смешанные отзывы у музыкальных критиков. Редактор портала «RapArtAge» оценил альбом на 1,5 звёзды из 5, добавив: «Объективно плохое на этом альбоме — это Max Mix Production, а объективно не совсем плохое — Da Lost Boyz. У Макс-Микса половина строчек рифмуются через 'ёб твою мать' и 'мать твою так', что вызывает улыбку умиления, у Lost Boyz с лирикой получше, но всё равно ощущается неопытность.».

### Возрождение (2001—2002)
В течение 2001 года Доктор и Дайм возродили объединение Da B.O.M.B., на этот раз в виде группы из четырёх участников: Dime, Dr. N-Drey, Mr. Shotgun, Max. Результатом стал альбом «Том 2. Возрождение», вышедший на аудиокассетах и компакт-дисках 17 декабря 2001 года на лейбле RAP Recordz. Альбом был записан с января по ноябрь 2001 года. В записи альбома приняли участие рэперы С. О. Макъ, К.И.Т., Frost, Будда и МФ, Достопочтимый Jr. и Брат из Смысла Улиц. Музыку для альбома создали Dr. N-Drey и К.И.Т. из группы «Ю.Г.». В связи с отсутствием Алексея (MC Mix) заметно поменялось музыкальное направление группы. Если на первом альбоме тексты были в стиле гангста-рэп, то второй альбом содержал в себе больше лирики и философии, что, несомненно, повысило популярность проекта. Подробнее о каждом треке Дайм рассказал на сайте лейбла RAP Recordz.
В 2004 году в интервью порталу Rap.ru Дайм признался, что лучше бы это был второй альбом Nonamerz:
Я, например, считаю, что напрасно поддался уговорам и стал писать DA BOMB, вместо того, чтобы на те же минуса писать новый альбом Nonamerz, который был бы более целостным, нежели первый, который был всё-таки больше сборником наших ранних вещей. Там такая ситуация была: когда мы дописали Nonamerz, и выпустили его одновременно с ЮГами и D.O.B., то есть нормально так рубанули, пошла хорошая отдача: концерты и прочее. Стали выплывать люди, которые раньше тоже этим занимались, но уже отошли от дел. И вот на этой волне: давайте что-нибудь сделаем, давайте что-нибудь сделаем, очень хочется, очень хочется. Ну и стали делать. Тоже ещё та свистопляска была: Андрей (второй участник Nonamerz) делал биты, или Кит («ЮГ») подгонял, мы рожали идеи, а потом пытались загнать людей в студию. Зачем, спрашивается? Могли бы спокойно их реализовывать на двоих. Например, трек «Друзья» с альбома DA BOMB, где только мы вдвоём с Андреем, получился таким, потому что мы так никого и не дождались. В общем, всё это было натужно. Я считаю, что ошибся, согласившись на этот проект.
22 февраля 2002 года в клубе «Точка» прошёл большой концерт групп Ю.Г., Nonamerz и Da B.O.M.B. — «Это только начало». Во время концерта проходила эксклюзивная аудио- и видео- запись совместного выступления этих групп. Конечный продукт уникальной записи и съёмок впоследствии ляжет на кассеты и диски в качестве живого звучания, а также выйдет в виде специального видео-альбома, который даст возможность не только послушать, но и посмотреть. Концерт был выпущен на видеокассетах 30 мая 2002 года и стал первым в России концертом рэп-групп, выпущенным на VHS. Диджеем на концерте выступил тогда ещё неизвестный DJ Dlee.

### То, что было… (2002—2004)
После совместного концерта в клубе «Точка» наступает затишье. Всё это объясняется тем, что многие участники занялись своими собственными проектами, окончательно «забросив» проект Da B.O.M.B. DJ Escape занялся сольной карьерой диджея. Участники Nonamerz, которые некоторое время являлись фронтменами и исполнительными продюсерами проекта, заявили что они покидают коллектив. В коллективе остаются только Mr. Shotgun и Mad Max, которые записали в 2002 году песню «Всё идёт по плану», которая являлась скрытым диссом на Nonamerz и, в частности, на Дайма. В ответ Дайм написал трек под названием «Никаких проблем».
9 декабря 2004 года на лейбле Respect Production вышел третий альбом проекта Da B.O.M.B. под названием «То, что было…». Запись альбома началась в марте 2002 года. Альбом был записан «оставшимися» участниками Da B.O.M.B. — Mad Max’ом, Mr. Shotgun’ом и DJ Escape’ом (в качестве битмейкера). В записи альбома приняли участие рэперы из группы «Ю.Г.», И.М., Fist и D-Bosh («Туши Свет»). Автором почти всех текстов песен становится Shotgun. Музыку для альбома создали Ян И. С. и Max при участии Escape, Radj, К.И.Т. и Slim.
В октябре 2004 года Mr. Shotgun, Mad Max и Escape дали интервью для портала Rap.ru, где на вопрос «Вы считайте корректным размещать первым треком на новом альбоме громкий disrespect Дайму?» Shotgun ответил: «Не мы первыми начали. Это ответ на их трек „Никаких проблем“, где нас называют „лишними людьми“».
В декабре 2004 года главный редактор портала Rap.ru, Андрей Никитин, назвал содержание альбома «серьёзным рэпом, сделанным взрослыми людьми с правильным вкусом»:
Это умный, серьёзный рэп. По-хорошему московский, сделанный взрослыми людьми с правильным вкусом. Его жанр — посткризисные размышления. Речь не о финансовых и сырьевых кризисах, а о тех инфляциях и катастрофических обвалах курса, что происходят в душах людей, когда розовая дымка идеалов юности развеивается, а на горизонте вырисовываются пугающие очертания реальности (которая, по заверениям авторов популярного фильма эпохи гранджа, кусается). Когда на смену мечтам о великих свершениях приходят более приземленные мысли о том, что пора находить свое спокойное и устойчивое место в жизни, обустраиваться и устаканиваться. Когда вместе с деньгами и престижной работой приходят тоска по беззаботной юности и нескончаемые депрессии, борьба с которыми ведётся хорошо всем знакомыми средствами. Когда подсердечная тоска перетекает в истинно русское разухабистое веселье, родственное такому иррациональному явлению как смех сквозь слёзы. Da B.O.M.B. констатируют: взрослеть — это грустно.
В феврале 2005 года журналист Дмитрий Вебер в обзоре для журнала Rolling Stone Russia оценил альбом на 3 из 5, добавив что «из 20 треков этого длинного диска складывается убедительный образ мятущегося молодого жителя мегаполиса, в котором многие узнают себя».

### Возвращение MC Mix (2005—2013)
В апреле 2005 года Алексей Воротягин («MC Mix») вышел из тюрьмы, и сразу же помирил Дайма с Шотганом и Максом. В 2006 году Max, Shotgun и MC Mix записали песню «10 лет» к 10-летию группы. Тогда же DJ Escape сделал ремикс на трек.
В 2009 году Max выпустил интернет-компиляцию «После „То, что было…“».
В 2010 году MC Mix принял участие в записи песни «Сто миллионов рублей» для сольного альбома Дайма «Матч пойнт» (2010). На этом же альбоме Max и Shotgun приняли участие в записи песни «Чужие». В 2010 году группа Da B.O.M.B. в составе Shotgun, MC Mix и DJ Escapo выступила на радиопередаче «Hip-Hop TV» на Next FM 27 января 2010 года.
В 2011 году Max выпустил дебютный альбом «Мой дом». Mix MC поучаствовал на релизах ростовского рэпера Рем Дигги (на его сольном альбоме «Глубина» и на совместном с Black Market альбоме в треке «Салют»). 22 августа 2011 года был выпущен макси-сингл от Max Mix Production — «Hardcore». 30 марта 2012 года был выпущен интернет-макси-сингл Da B.O.M.B. — «10 лет/Настоящий хип-хоп», состоящий из двух песен 2006 и 2010 года соответственно, ремиксов на эти песни и инструменталов. 18 октября 2012 года MC Mix выпустил на компакт-дисках дебютный альбом «Начало конца. Хронология», записанный в период с 1997 по 1998 год. Презентация альбома состоялась 18 ноября 2012 года в ТЦ «Горбушкин двор» при участии Shotgun, MC Mix и DJ Escapo.
MC Mix и Max закончили работу над дебютным альбомом Max Mix Production в мае 2013 года. Они планировали снять видеоклип на песню «Смит Энд Вессен», но трагические обстоятельства прервали работу. 27 июня 2013 года Алексей Воротягин («MC Mix») скончался от остановки сердца. 17 октября 2013 года на компакт-дисках вышло переиздание альбома 1997 года с пятью бонус-треками.
29 июня 2014 года на компакт-дисках вышел альбом Max Mix Production «Жизнь в…», состоящий из песен, записанных группой с 2009 по 2014 годы. Альбом посвящён памяти Алексея Воротягина («MC Mix») и 20-летию группы (1994—2014).
14 декабря 2017 года состоялся интернет-релиз посмертного альбома MC Mix «Время моей жизни», в который вошёл материал, записанный рэпером с 2009 по 2013 годы.
14 августа 2016 года скончался Антон Иванов («Mr. Shotgun»). В октябре рэперу должно было исполниться 38 лет. Похоронен на Николо-Архангельском кладбище Москвы, участок 52А.

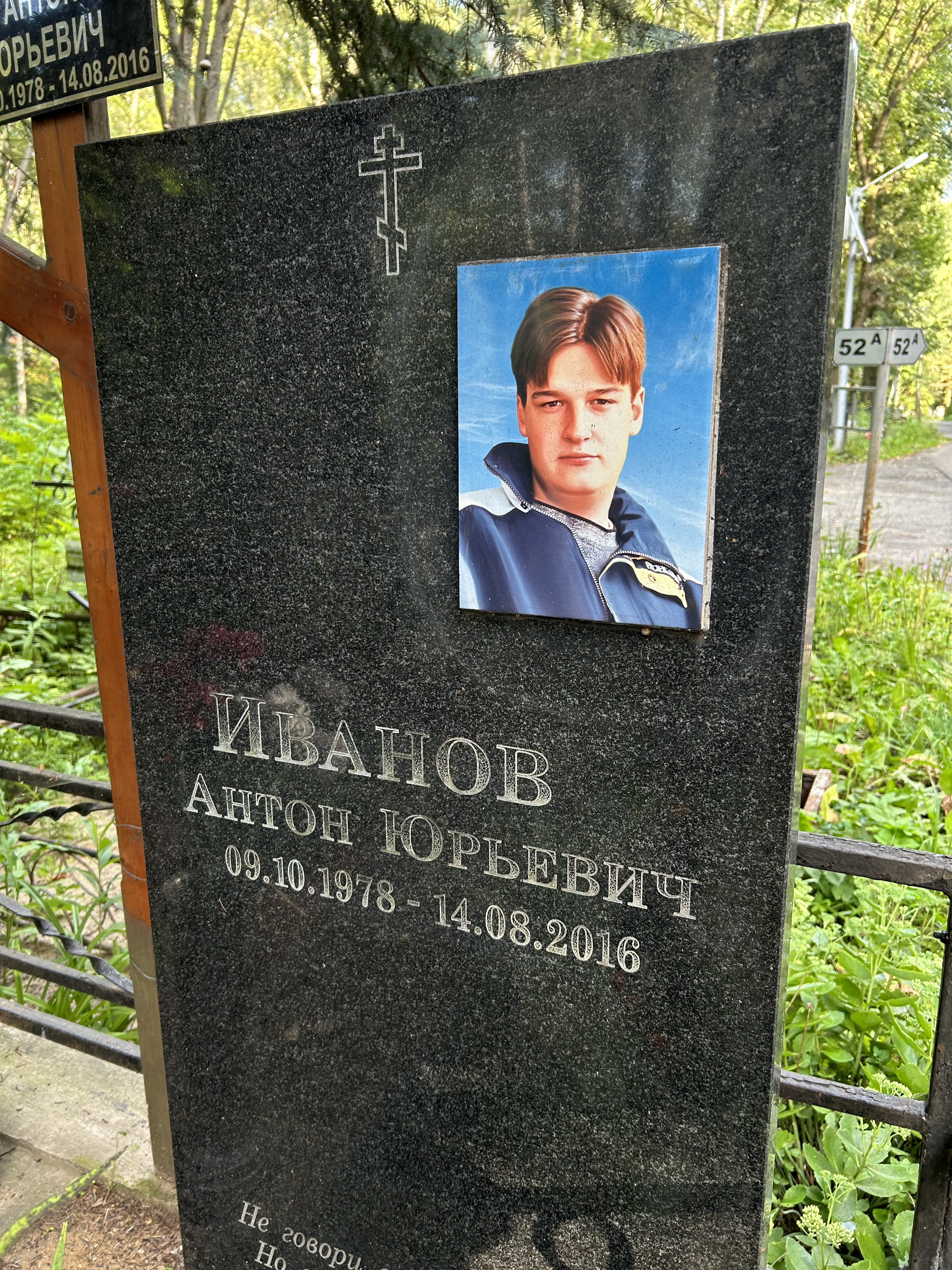
Надгробие на могиле Шотгана и указатели участка захоронения

В 2019 году Максим Ковалёв («Max») дал интервью для видеоблога Inside Show, в котором рассказал, почему ушли из жизни участники группы Da B.O.M.B. По словам Ковалёва, Микс и Шотган «подсели на героин» ещё в 1998 году. Осенью 2000 года Микса посадили за хранение наркотиков без цели сбыта. Это его и спасло. Ему дали 8 лет строгого режима, но он вышел по УДО в апреле 2005 года. В последние дни жизни у Алексея (MC Mix) началась депрессия, и накануне его смерти к нему домой приезжал Шотган, который по словам Максима, «никогда не был в завязке». В 2016 году Шотган находился в реабилитационном центре в Казани, но приехав обратно в Москву, он снова вернулся к зависимости. В последний день жизни Антон Иванов («Mr. Shotgun») наглотался таблеток и умер.
С 2019 по 2020 год был снят документальный фильм «Mr. Shotgun. Незаконченное дело», посвящённый памяти Антона Иванова («Mr. Shotgun»), одного из участников группы Da B.O.M.B. В съёмках фильма приняли участие Dr. N-Drey, Dime, Андрей Кит, Ян Сурвило (звукорежиссёр M.Y.M. Records), Ян Sun (он же Морфий) и другие. 15 февраля 2020 года был выпущен тизер, а сам фильм увидел свет на YouTube-канале творческого объединения UGW 15 августа 2021 года.
5 декабря 2024 года умер Mad Max.

## Состав
| Период      | Участники                  | Участники                | Участники | Участники                  | Участники                    | Участники             | Участники |
| ----------- | -------------------------- | ------------------------ | --------- | -------------------------- | ---------------------------- | --------------------- | --------- |
| 1996 — 1997 | MC Mix (Алексей Воротягин) | Mad Max (Максим Ковалёв) | DJ Escape | Mr. Shotgun (Антон Иванов) | Dr. N-Drey (Андрей Беспалов) | Dime (Дмитрий Нечаев) | Tape-D    |
| 2001 — 2002 |                            | Mad Max (Максим Ковалёв) |           | Mr. Shotgun (Антон Иванов) | Dr. N-Drey (Андрей Беспалов) | Dime (Дмитрий Нечаев) |           |
| 2002 — 2004 |                            | Mad Max (Максим Ковалёв) | DJ Escape | Mr. Shotgun (Антон Иванов) |                              |                       |           |
| 2005 — 2013 | MC Mix (Алексей Воротягин) | Mad Max (Максим Ковалёв) | DJ Escape | Mr. Shotgun (Антон Иванов) |                              |                       |           |

## Дискография
Студийные альбомы
- 1997 — Da Lost Boyz & Max Mix Production
- 2001 — Том 2: Возрождение
- 2004 — То, что было…

Переиздания
- 2000 — Версия 1.2000
- 2013 — Max Mix Production & Da Lost Boyz

Компиляции
- 2002 — Это только начало (совместный концерт «Ю.Г.», Nonamerz и Da B.O.M.B.)
- 2009 — После «То, что было…»

Синглы
- 2012 — 10 лет/Настоящий хип-хоп

### Другие проекты
A.D.A.
- 1993 — G-Style

Max Mix Production
- 1994 — Чужая территория
- 2011 — Hardcore (макси-сингл)
- 2014 — Жизнь в…

Da Lost Boyz
- 1995 — Это не насилие
- 1995 — Правда не для всех
- 1995 — Ребята по соседству
- 1996 — Чёрная музыка белых кварталов

### Сольные альбомы участников
MC Mix
- 1994 — Mix MС — Жестокость или нет
- 2012 — MIXиЯ (a.k.a. MixMC) — Начало конца (Хронология)
- 2013 — MC Mix feat. DJ Spot — Я еду дальше (макси-сингл)
- 2017 — MC Mix — Время моей жизни

Mr. Shotgun
- 1996 — Незаконченное дело
- 2011 — Мысли

Max
- 2011 — Мой дом

## Фильмография
Интервью
- 2009 — «Хип-хоп в России: от 1-го лица: Dime» (март 2009 года)[55]
- 2009 — «Хип-хоп в России: от 1-го лица: Dr. N-Drey» (июль 2009 года)[56]
- 2009 — «Хип-хоп в России: от 1-го лица: Mix MC & Mad Max» (июль 2009 года)[57]
- 2011 — «Хип-хоп в России: от 1-го лица: Escapo» (октябрь 2011 года)[58]
- 2019 — «Inside Show: Dime» (март 2019 года)[59]
- 2019 — «Inside Show: DA B.O.M.B. и Синдикат — Русский Gangsta Rap 90-х» (март 2019 года)[47]
- 2019 — «Inside Show: Dr. N-Drey» (декабрь 2019 года)[60]
- 2021 — «Mr. Shotgun. Незаконченное дело»[54]

Концертные фильмы
- 2002 — Это только начало (совместный концерт «Ю.Г.», Nonamerz и Da B.O.M.B.) (VHS)[61]

Видеоклипы
- 2012 — Da B.O.M.B. — «У меня в кармане бомба» (запись трека на студии «2С» осенью 1997 года)[62]